# Costasiella mandurahae
Costasiella mandurahae is een slakkensoort uit de familie van de Limapontiidae. De wetenschappelijke naam van de soort is voor het eerst geldig gepubliceerd in 1997 door Jensen.